# Elènia del Carib
L'elènia del Carib (Elaenia martinica) és una espècie d'ocell de la família dels tirànids (Tyrannidae).

## Hàbitat i distribució
Habita la selva, bosc i matolls de les Antilles a Puerto Rico, illes Verges, Petites Antilles, cap al sud a Grenada, però no les Grenadines, incloent Cozumel, Mujeres i algunes petites illes properes a la Península de Yucatán, illes de l'oest del Mar Carib, incloent Cayman, Providencia i San Andrés, i Antilles Neerlandeses. Illes a l'oest del Mar Carib a l'illot de Chinchorro, proper a Quintana Roo, Half Moon Cay i Glover's Reef prop de Belize.